# آگوستین آلمندرا
آگوستین آلمندرا (انگلیسی: Agustín Almendra؛ زادهٔ ۱۱ فوریهٔ ۲۰۰۰) بازیکن فوتبال اهل آرژانتین است.

وی همچنین در تیم‌های ملی فوتبال زیر ۱۷سال آرژانتین و زیر ۲۰سال آرژانتین بازی کرده‌است.